# جوشوا توماس نوبل أندرسون
جوشوا توماس نوبل أندرسون (بالإنجليزية: Joshua Thomas Noble Anderson)‏ هو مهندس مدني ومهندس نيوزيلندي وأسترالي، ولد في 1865، وتوفي في 1949 في ملبورن في أستراليا.